# Jacko (kortspel)
Jacko, även kallat knektnolla, är ett kortspel för två spelare, konstruerat av den brittiske kortspelsspecialisten David Parlett. 
De båda spelarna turas om att lägga ut ett kort i taget och summerar fortlöpande kortens prickvärde. De numrerade korten har sina angivna prickvärden, kungarna fördubblar den senaste summan och damerna antar samma värde som föregående kort. Knektarna räknas som noll, varav spelets namn: jack, den engelska benämningen på knekten, och siffran 0, här uttalad som bokstaven o.
Spelet går ut på att komma så nära som möjligt, men inte över, summan 21. Det som främst skiljer detta spel från andra liknande är att spelarna från början sitter med halva kortleken var på handen och att man spelar en färg i taget i en fastställd ordningsföljd.